# フォルクスワーゲン・ブラジリア
フォルクスワーゲン・ブラジリア（Volkswagen Brasilia）は、フォルクスワーゲンのブラジル法人の「フォルクスワーゲン・ド・ブラジル」で生産された小型乗用車。

## 概要

### ブラジル独自車種
「フスカ（Fusca/「ビートル」のブラジル版）」や「パサッチ（Passat/「パサート」のブラジル版）」などを生産していたフォルクスワーゲンのブラジル法人が、初めての独自車種として「フスカ」の上級車種であった「1500（「タイプ3」のブラジル版）」の後継、および「フスカ」からの上級移行を狙って開発を開始した。
空冷水平対向4気筒エンジンの1.6Lエンジンをリアに搭載する「タイプ4（411/412）」をベースに開発し、ブラジル法人で独自に開発された3ドアと5ドアの2種類のボディが用意され、1973年6月より発売された。

### ベストセラー

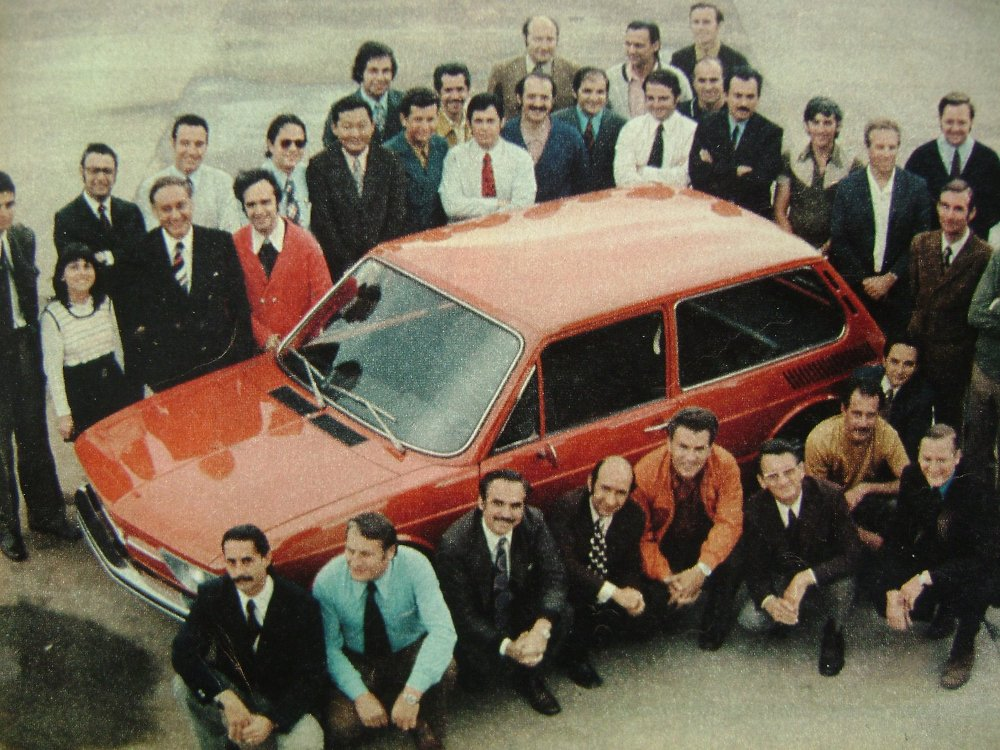
開発チーム

リアエンジンに起因する急操作時の不安定さや、フロント部分のトランクの容量の小ささ、車内に熱がこもるなどの問題を指摘されたこともあったが、主に「フスカ」からの上級移行のオーナーを取り込むべく廉価で販売されたことから、個人オーナーのみならずタクシーとしても大量に使用され、ブラジル法人におけるベストセラーとなった。
1970年代後半にフロントグリルやバンパー周りなどのデザイン変更、各種装備の充実を中心としたマイナーチェンジを行い、その後1982年末まで生産された（販売は1983年まで）。事実上の後継車種は、1980年に導入された同じくブラジル法人独自開発の小型車である「ゴル（Gol）」となった。

### 輸出
西ドイツに比べ低い人件費が生み出す低価格や、フォルクスワーゲンの他車種と多くの部品を共用したことによる整備性の高さを受けて、チリ、ボリビア、ウルグアイ、パラグアイなど、近隣の南アメリカ諸国のみならず、ポルトガルやフィリピンにも輸出された。さらにナイジェリアでもノックダウン生産が行われた。

### 派生車種
ブラジル政府が進めるエタノール燃料導入を受けて、1970年代後半にはエタノール仕様も導入されたほか、並行して生産されていた「1600/ヴァリアンチ（Valiant）」の新型車種である「ヴァリアンチ2」のベースともなった。